# Poor Unfortunate Souls
«Pobres almas en desgracia» es una canción de la película animada de Walt Disney Pictures, La Sirenita. Escrita por Howard Ashman y Alan Menken, interpretada por Pat Carroll y doblada al español por Serena Olvido. Pobres Almas en Desgracia es cantada a la Princesa Ariel por La Bruja del Mar Úrsula, en un estilo que combina el Teatro de Broadway  con el Burlesque, Úrsula usa la canción para seducir a Ariel a cambiar su voz por la oportunidad de convertirse temporalmente en humana.
Howard Ashman grabó una versión de la canción, interpretando él mismo el rol de Úrsula, para mandársela a Carrol y convencerla de que se quedara con el rol, y así fue. Esta versión fue publicada en el conjunto de cuatro-CD titulado La Música Detrás de la Magia. Carroll admite que algunas de las inflexiones que usó en la canción, las tomó prestadas de la interpretación de Ashman, y que él estuvo encantado de que ella lo hiciera.
"Pobres almas en desgracia" es también notable por el conjuro de Úrsula al final de la canción, que es cantado en lugar de ser recitado. Acompañado por un órgano musical gótico, el conjuro en inglés combina palabras cotidianas normales, las deforma y son insertadas con rapidez.
Come winds of the Caspian Sea
Larynxes, glossitis
Et Max Laryngitis
La voce to me
Una pequeña repetición de esta canción, es presentada más adelante en la película original de Disney, cantada por Jodi Benson. Algunas veces se refiere a esta repetición como "La canción de Vanessa". Jamás se ha incluido en una grabación sonora de Disney, ni ha recibido ningún tipo de reconocimiento oficial de la compañía.
Dos versiones de una repetición completa de "Pobres Almas en Desgracia" fueron escritas para la Adaptación de Broadway. La primera versión, fue usada para el demo de taller e interpretada por Emily Skinner, contiene letras que implican que está destinado a ser cantado antes de que Úrsula se transforma en Vanessa, con el conjuro:
Mascara', tiara
Yea, winds of the tropics appear
Catharsis', lavorious
Et qua manicurus
mutato me here!
El demo de la repetición de arriba, fue desechado cuando la transformación temporal de Úrsula a Vanessa fue retirada de la historia de la adaptación de Broadway. Fue reemplazada con una repetición diferente, cantada por Úrsula al Rey Tritón para obligarlo a tomar el lugar de Ariel en el acuerdo.
La versión original de Carrol de "Pobres Almas en Desgracia" fue incluida en una compilación de CD de 1995, que contiene canciones de varios villanos de Disney llamado "Rascal Songs". El CD fue lanzado como parte de una serie de cuatro discos de canciones de Disney y fue un artículo promocional de McDonald's.
Un curiosidad de esta canción, tanto en Disco para Latinoamérica y España, cuando Ariel cantan para quitarle su voz tiene un efecto de eco. Mientras en la original no lo tiene.
La canción se ha utilizado en la serie Once Upon a time. Cuando a Úrsula le quitan su Voz para cantar en un carcolr y cuando su padre le regresa su voz utiliza la voz de Ariel.

## Versión de los Jonas Brothers y otras versiones
Los Jonas Brothers cubrieron "Poor Unfortunate Souls" para la edición especial de dos discos de la edición especial de La Sirenita de Disney, publicada el 3 de octubre de 2006, que corresponde con los dos discos del DVD Edición Platino de La Sirenita. La edición especial incluye un video musical de la canción, donde los chicos cantan alrededor de una alberca pública. Aunque la mayor parte de la canción es igual a la letra de la original, algunas líneas han sido cambiadas para prevenir cualquier referencia de magia o de género. Por ejemplo, la línea "Ellos no bromeaban cuando me llamaron, bueno, una bruja" cambió a "Ellos no bromeaban cuando me llamaron extraña", así como la línea "Soy una mujer muy ocupada" cambió a "Soy una persona muy ocupada". Donde la línea original era "Flotsam, Jetsam, ahora la tengo, chicos", la versión muestra la línea "Nick y Kevin, ahora los tengo, chicos". El segundo y último verso también fueron omitidos. En cambio, la canción termina con una repetición del estribillo siguiendo el primer verso.
La canción fue presentada en Disney's On the Record junto con "Parte de tu Mundo", "Bajo del Mar" y "Bésala", otras canciones de La Sirenita. Una parte de la canción es presentada dos veces en el Maravilloso Mundo de Walt Disney en el Reino Mágico, durante la fiesta de Halloween de Mickey Mouse, en el show de fuegos artificiales de Halloween .  